# Polyceratocarpus
Genre
Polyceratocarpus est un genre de plantes à fleurs de la famille des Annonaceae dont toutes les espèces sont originaires de l'Afrique continentale.

## Liste d'espèces
Selon Catalogue of Life (16 janvier 2018) :
- Polyceratocarpus angustifolius Paiva
- Polyceratocarpus germainii Boutique
- Polyceratocarpus gossweileri (Exell) Paiva
- Polyceratocarpus laurifolius Paiva
- Polyceratocarpus microtrichus (Engl. & Diels) Ghesq. ex Pellegr.
- Polyceratocarpus parviflorus (Baker f.) Ghesq.
- Polyceratocarpus pellegrinii Le Thomas
- Polyceratocarpus scheffleri Engl. & Diels

Selon NCBI (16 janvier 2018) :
- Polyceratocarpus microtrichus
- Polyceratocarpus parviflorus
- Polyceratocarpus pellegrinii

Selon The Plant List (16 janvier 2018) :
- Polyceratocarpus angustifolius Paiva
- Polyceratocarpus germainii Boutique
- Polyceratocarpus gossweileri (Exell) Paiva
- Polyceratocarpus laurifolius Paiva
- Polyceratocarpus microtrichus (Engl. & Diels) Ghesq. ex Pellegr.
- Polyceratocarpus parviflorus (Baker f.) Ghesq.
- Polyceratocarpus pellegrinii Le Thomas
- Polyceratocarpus scheffleri Engl. & Diels
- Polyceratocarpus vermoesenii Robyns & Ghesq.